# Tonyosynthemis
Genre
Tonyosynthemis est un genre de libellules de la famille des Synthemistidae (sous-ordre des Anisoptères). 

## Liste d'espèces
Selon BioLib (27 octobre 2020) :
- Tonyosynthemis claviculata (Tillyard, 1909)
- Tonyosynthemis ofarrelli Theischinger & Watson, 1986